# With Every Bit of Me
With Every Bit of Me är en svensk musiksingel från 2008 som båda Idol 2008 finalisterna Kevin Borg och Alice Svensson framförde under finalen den 12 december. Låten skrevs av jurymedlemmen Andreas Carlsson och låtskrivaren Jörgen Elofsson. Eftersom Kevin Borg vann Idol 2008 blev det hans inspelade version av "vinnarlåten" som släpptes som singel  direkt efter finalen. Kevin Borgs version finns också med på hans debutalbum The Beginning som släpptes i början av 2009.
Låten testades på Svensktoppen, där den låg i tio veckor under perioden 18 januari-22 mars 2009 innan den lämnade listan. Låten toppade listan den 25 januari -1 mars samma år .